# Aloe arachnoides
Aloe arachnoides é uma espécie de liliopsida do gênero Aloe, pertencente à família Asphodelaceae.